# Basilika Unserer Lieben Frau von Aránzazu (Victoria)

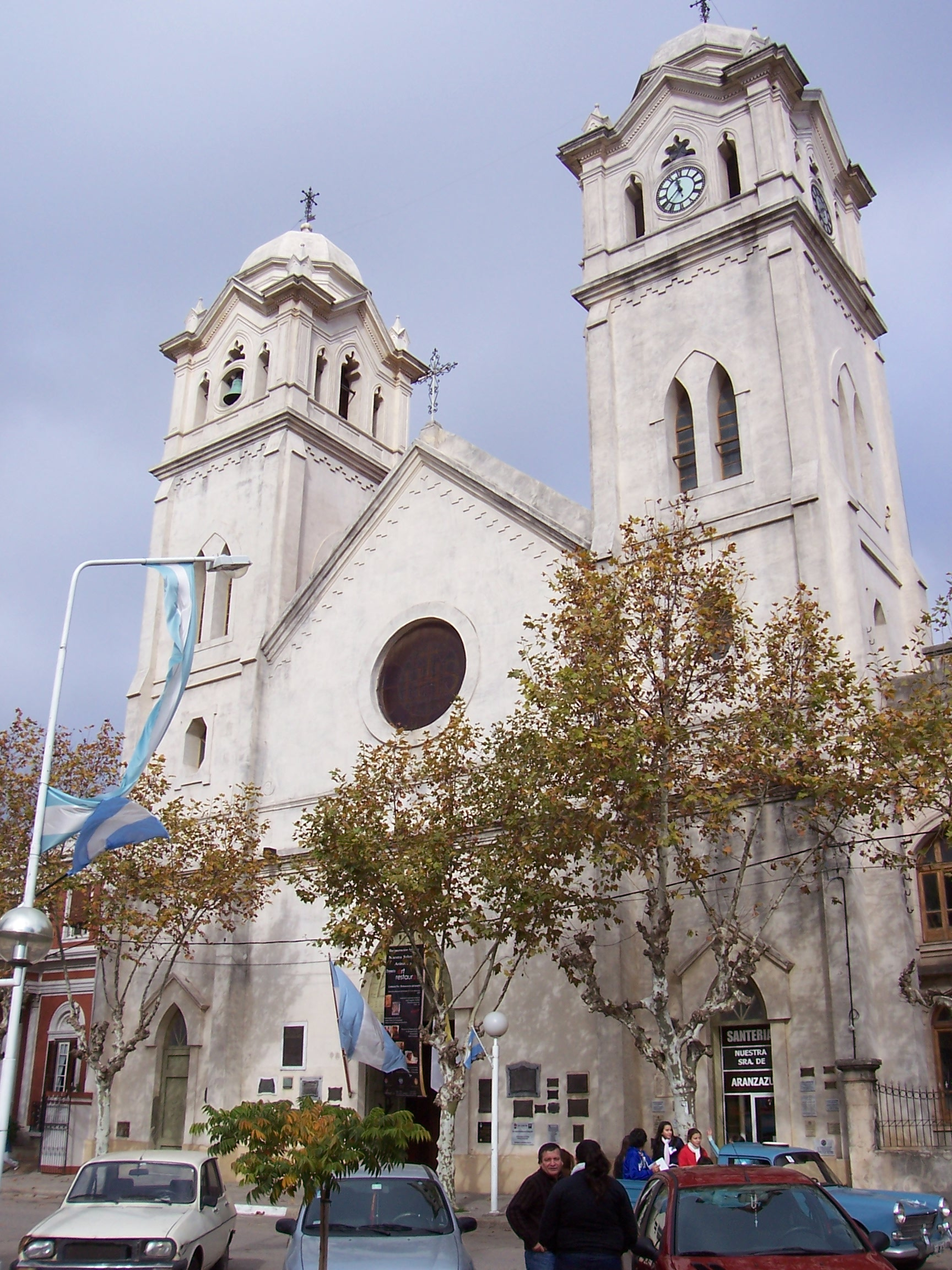
Basilika

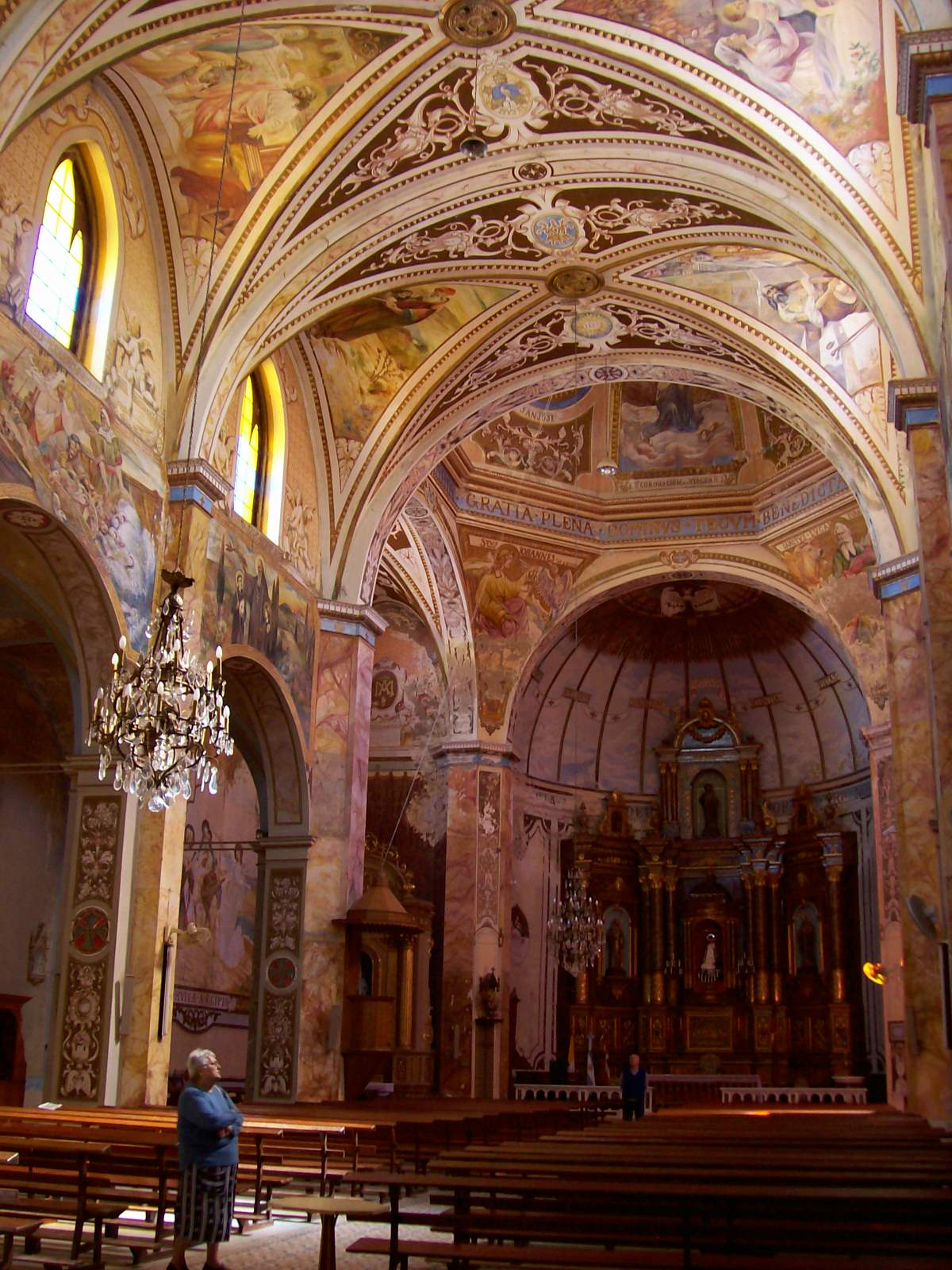
Innenraum der Kirche

Die Basilika Unserer Lieben Frau von Aránzazu (spanisch Basílica Nuestra Señora de Aránzazu) ist eine römisch-katholische Kirche in Victoria in der argentinischen Provinz Entre Ríos. Die Basilica minor des Bistums Gualeguaychú ist der Jungfrau von Aranzazú gewidmet, eine aus Spanien stammende Marienverehrung und Stadtpatronin von Victoria. Die denkmalgeschützte Kirche wurde Ende des 19. Jahrhunderts gebaut.

## Geschichte
Nach Vorbereitungen seit 1836 wurde der Grundstein der Kirche 1872 gegenüber dem Hauptplatz San Martín gelegt. Sie wurde am 8. September 1876 geweiht. Die Kirche wurde 2020 durch Papst Franziskus zur Basilica minor erhoben.

## Beschreibung

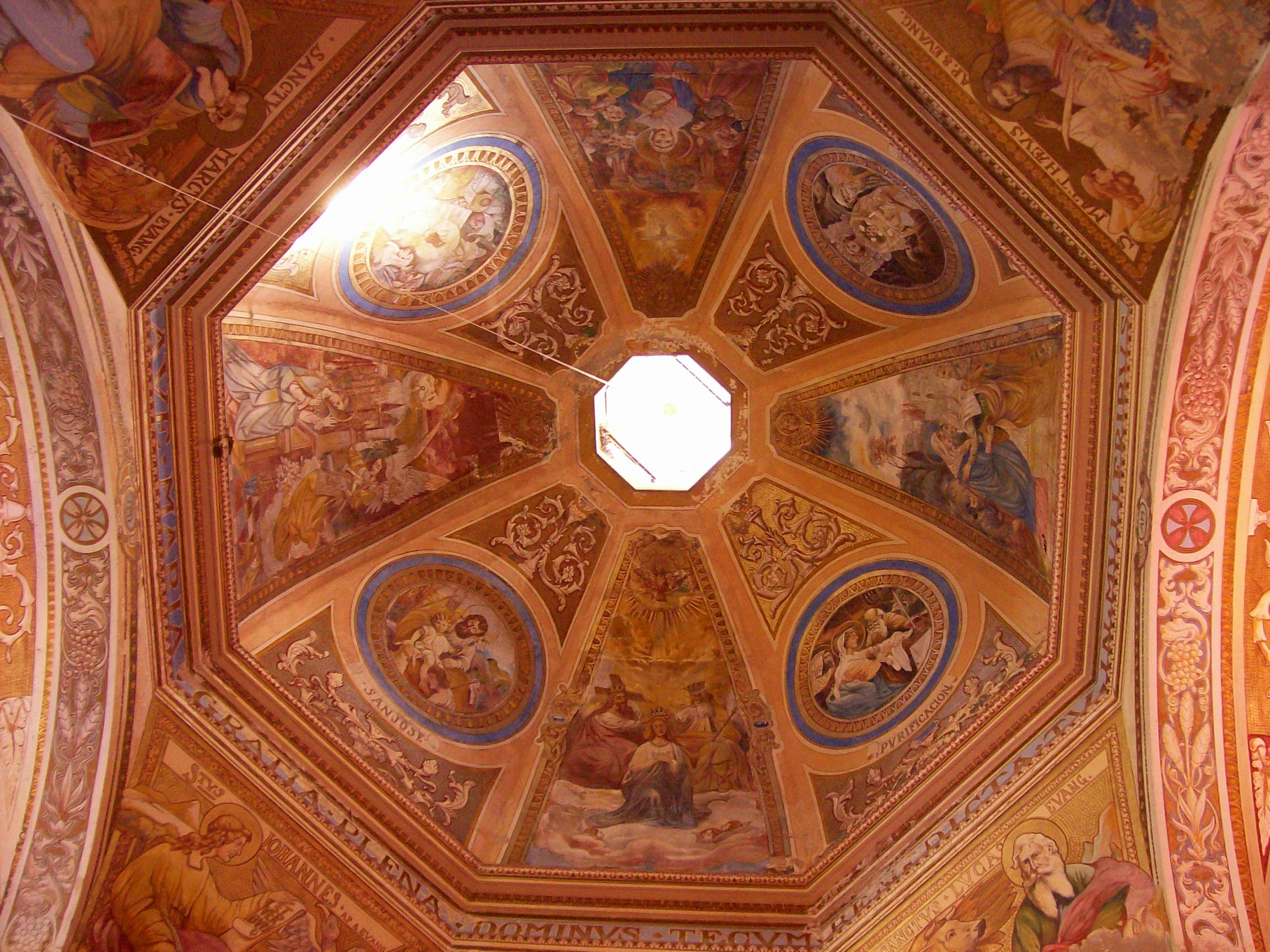
Innenkuppel

Die Kirche Nuestra Señora de Aránzazu wurde im neuromantischen Stil des Historismus entworfen. Die dreischiffige Basilika auf dem Grundriss eines Lateinischen Kreuzes öffnet sich mit einer Doppelturmfassade. Das Mittelschiff führt unter der achtseitigen Vierungskuppel mit Laterne zur Apsis, in der sich der Hauptaltar befindet. Das Mittelschiff wird von quadratischen Säulen mit Sockel, Schaft und glatten Kapitellen getragen. Die Seitenschiffe sind als Gänge ausgeführt.
Das Innere ist mit einer reichen bildlichen Dekoration versehen. Sie wurde zwischen 1951 und 1955 vollständig von Juan Augusto Fusilier geschaffen, einem bedeutenden argentinischen Maler religiöser Werke. Der Hauptaltar ist aus gut stuckiertem Kiefernholz gebaut, dessen Maltechnik Marmor und Onyx imitiert. Er zeigt neben einer Marienstatue und Heiligenfiguren ein Marienbildnis, das Salvador Joaquín de Ezpeleta, ein wichtiger Gründungsbürger von Victoria, auf einer der Reisen mitgebracht haben soll und das im Inventar von 1839 aufscheint. Später wurden, wie bei Darstellungen der Madonna aus Oñati im spanischen Baskenland üblich, ein in eine Wolke gewickelter Weißdornbaum und ein Hirte am Fuß in das Bild aufgenommen.